# Giovanna Pasello
Giovanna Pasello (Guarda Veneta, 29 settembre 1959) è un'ex tiratrice a volo italiana.

## Biografia
Nata a Guarda Veneta, in provincia di Rovigo, nel 1959, si è trasferita da piccola in Lombardia.
10 volte campione nazionale, nel 1995 ha vinto ai Mondiali di Nicosia, Cipro, una medaglia d'oro nel double trap a squadre, insieme a Deborah Gelisio e Nadia Innocenti.
A 36 anni ha partecipato ai Giochi olimpici di Atlanta 1996, nella gara di double trap, terminando al 9º posto con 103 punti, gli stessi della sesta classificata, Deserie Huddleston, poi bronzo, vincitrice dello shoot-off a quattro per un posto in finale.

## Palmarès

### Campionati mondiali
- 1 medaglia:
  - 1 oro (Double trap a squadre a Nicosia 1995)